# Плазма-Прогресс
Плазма-Прогресс — серия экспериментов, проводимых после отстыковки транспортного грузового корабля серии «Прогресс» от Международной космической станции. Исследование наземными средствами наблюдения отражательных характеристик плазменного окружения космического аппарата при работе бортовых двигателей.

## Информация
Постановщик: ФГУП ЦНИИмаш;

Участники:
- РКК «Энергия» им. С. П. Королева;
- ИСЗФ СО РАН.

Научный руководитель: д.т. н. В. И. Лукьященко;

Куратор: к.т. н. О. Ю. Криволапова.

## Цель эксперимента
Определение пространственно-временных зависимостей плотности плазменного окружения космического аппарата, возникающего при работе на его борту жидкостных ракетных двигателей.

## Задачи эксперимента
- Проведение измерений изменения ионного состава возмущенной области ионосферы при работе СКД ТГК «Прогресс»;
- Определение пространственно-временных характеристик области ионосферных возмущений при пролёте ТГК «Прогресс» и при работе СКД;
- Проведение измерений флуктуации величин концентрации и температуры электронов ионосферы на трассе полета ТГК «Прогресс» и МКС и оценка возмущений ионосферы, генерируемых струями СКД;
- Адаптация физической модели формирования плазменной оболочки в окрестности КА применительно к ТГК «Прогресс»;
- Исследование взаимодействия образующихся вокруг низкоорбитальных КА плазменных образований с набегающим ионосферным потоком и солнечным излучением;
- Проведение анализа влияния выхлопных струй ДУ на радиооблик низкоорбитального КА в диапазоне частот от 154 до 162 МГц путём сопоставления отражательных характеристик ТГК «Прогресс» при работающих и неработающих двигателях[2].

## Результаты эксперимента
Получение отражательных характеристик ТГК «Прогресс» при различных условиях выполнения эксперимента.

## Используемая аппаратура
В эксперименте «Плазма-Прогресс» задействована штатная двигательная установка ТГК Прогресс и наземные средства радионаблюдения — радар некогерентного рассеяния ИСЗФ СО РАН (г. Иркутск).

## История исследований
- Прогресс М-60 — с 19 сентября по 25 сентября 2007;[4]
- Прогресс М-61 — с 22 декабря 2007 по 22 января 2008;[5]
- Прогресс М-64 — с 1 сентября по 8 сентября 2008;[6]
- Прогресс М-65 — с 14 ноября по 7 декабря 2008;[7]
- Прогресс М-66 — с 6 мая по 18 мая 2009.[8]